# Oväder
Oväder är en pjäs av August Strindberg från 1907. Den är det första av Strindbergs kammarspel. De andra är Brända tomten, Spöksonaten, Pelikanen och Svarta handsken.